# بژژنو لنبورسکیه
بژژنو لنبورسکیه (به لهستانی:  Brzeźno Lęborskie) یک روستا در لهستان است که در گمینا ونچتسه واقع شده‌است. بژژنو لنبورسکیه ۷۷۶ نفر جمعیت دارد.